# Відповідальність
Відповідальність — загальносоціологічна категорія, яка виражає свідоме ставлення особи до вимог суспільної необхідності, обов'язків, соціальних завдань, норм і цінностей. Відповідальність означає усвідомлення суті та значення діяльності, її наслідків для суспільства і соціального розвитку, вчинків особи з погляду інтересів суспільства або певної групи.
Відповідальність як така — не юридичний термін, а соціологічний. Не можна говорити про відповідальність винятково у негативному значенні. Це поняття напрочуд багатогранне, що демонструється прикладами його вживання:
«почуття відповідальності»;
«відповідальна поведінка»;
«підвищити відповідальність»;
«узяти відповідальність на себе»;
«притягнути до відповідальності»;
«звільнити від відповідальності»;
«вчинити відповідально»;
«посісти відповідальне становище»;
«товариство з обмеженою відповідальністю».
Соціальна функція відповідальності розкривається у понятті соціальної відповідальності, державно-обумовленим прикладанням якої є юридична відповідальність.

## Відповідальність у психології
У психологічній літературі існує безліч підходів до визначення поняття «відповідальність» та до її основних характеристик. Це пов'язано з тим, що на сучасному етапі розвитку суспільства перед людиною ставляться нові вимоги до її суб'єктивних особистісних властивостей, таких як самостійність, ініціативність, та відповідальність, які допомагали б їй пристосуватися до постійних змін у середовищі та сприяли б її особистісному розвитку.
З аналізу поняття «відповідальність» у вітчизняній літературі стає зрозуміло, що спочатку це питання розглядалося у філософському контексті, враховуючи особливості епохи, розуміння відповідальності мало чітко виражений ідеологічний характер. Одним з ретрансляторів панівної епохи була філософія. Тому в основу всіх подальших психологічних досліджень відповідальності лягають саме філософські праці.
У радянському соціумі був розповсюджений феномен колективної відповідальності. 1972 філософ О. Г. Спіркін визначав усвідомлення відповідальності як відображення в суб'єкті буття соціальної необхідності; як розуміння сенсу здійснюваних дій, їхніх наслідків для певної соціальної групи, класу, партії, колективу і самого себе. Тут можна простежити сформований тогочасною ідеологією образ відповідальності.
Розвиток нового соціального простору потребує реалізації персональної відповідальності суб'єкта. Таким чином, відповідальність постає як форма регуляції та саморегуляції особистості, визначає ефективність діяльності та життєдіяльності. Найбільш розповсюдженим у філософських дослідженнях є аналіз відповідальності як риси характеру, подібної до сміливості. Однак, слід врахувати те, що відповідальність може провлятися не лише в характері, а й у почуттях, свідомості, світосприйнятті, різних формах поведінки.
Наприклад, С. Рубінштейн говорить, що відповідальність є втіленням істинного, найглибшого, принципового ставлення до життя. Під відповідальністю розуміється не лише усвідомлення наслідків вже скоєного, а й відповідальність за все втрачене. Відповідальність виникає у зв'язку з тим, що скоєна дія не має вороття. І тому відповідальність — це здатність людини передбачати події або вчинки на момент їх скоєння, та протягом їх здійснення.
Можна визначати відповідальність як вірність самому собі, довіру моральному змісту власних почуттів та впевненість у своїй правоті. Відповідальність — це здатність відповідати не лише за себе, а й за інших людей, за характер своїх із ними взаємин.
Також відповідальність як особистісна якість розглядається у дослідженнях І. Беха. В основі цієї якості — усвідомлений індивідом загальнозначущий обов'язок, повинність у вчинку, визнання людиною причетності до соціуму, її власні переконання та моральні принципи. Відповідальність є особливим мотивом людських вчинків, який відрізняється від усіх інших лише йому властивою рисою ідеальності. І саме наявність цієї риси у діяльності особистості сприяє її моральному розвиткові і не перетворює відповідальність у засіб, за допомогою якого особистість прагне досягнути корисної для неї мети. Таким чином, моральна рефлексія передбачає здатність індивіда осмислити свої прагнення передбачити результати вчинків з урахуванням власних поглядів та поглядів інших людей, здатність до погодження цілей поведінки із засобами досягнення їх.
Найґрунтовнішим дослідником цього питання можна назвати К. Мудзибаєва, який визначав відповідальність як певну якість, що характеризує «соціальну типовість» особистості. Він виділяв такі найголовніші характеристики відповідальності як: точність, обов'язковість, пунктуальність, чесність, справедливість, готовність відповідати за наслідки власних дій, принциповість. В емоційній сфері формуванню відповідальності сприяє здатність до емпатії, чуйність до чужого болю і радості. Також досить суттєвими рисами є наполегливість, старанність, витримка, сміливість.
На процес усвідомлення людиною відповідальності впливають пізнавальні та мотиваційні фактори, особливості характеру особистості, довкілля та інші засвоєні оцінки, правила, моральні норми, ціннісні орієнтації та певні рамки складають основу подальших дій суб'єкта.
Когнітивна теорія навчання Дж. Роттера в основі має концепцію локусу контролю. Учений визначає відповідальність, як властивість інтернальності особистості (схильність приписувати відповідальність за все внутрішнім чинникам — своїй поведінці, характеру, здібностям), яка протистоїть екстернальності (схильність приписувати відповідальність за все зовнішнім чинникам).
К.Роджерс визначає відповідальність як головну ознаку сформованої особистості. Самовизначення — сутнісна ознака природи людини, тому кожен відповідальний за те, чим він є.
На сучасному етапі уявлення про відповідальність мають особистісно-орієнтовану спрямованість. В центрі наукових досліджень стоять питання духовної активності та самовдосконалення особистості. Відповідальність є характеристикою будь-яких реальних людських відносин та стосується майже всіх аспектів людської діяльності. Це одна з найважливіших характеристик людини, яка є ознакою моральної зрілості у регулюванні суспільних відносин. Свій прояв відповідальність знаходить у характері особистості, в її почуттях, самосвідомості та різних формах поведінки.
В різних дослідженнях та концепціях відповідальність розуміється як свобода вибору, волі та засобів існування або як дотримання моральних норм, як спосіб реалізації життєвої позиції або як спосіб самореалізації особистістю своєї сутності.

## У релігії

### Православ’я
У православному богослів’ї відповідальність людини коріниться у богоподібності: кожен християнин, створений «за образом і подобою» Божою, покликаний вільно співпрацювати з благодаттю, беручи на себе особисту та суспільну відповідальність за освячення світу й утвердження справедливості. Це підкреслює соціальна доктрина «За життя світу», яка бачить свободу та відповідальність як нерозривну єдність шляху обожествлення (θεόσις). Ієрархи підкреслюють цю тезу в пастирських настановах: «За кожне слово людина буде нести відповідальність перед Богом», що вказує на персональний вимір відповідальності навіть у повсякденному мовленні.

### Протестантизм
Для протестантської традиції характерна ідея особистої відповідальності віруючого перед Богом, яка постає як наслідок принципу sola fide: спасіння приймається вірою, але віра обов’язково виявляється у відповідальному християнському житті. Популярні євангельські коментарі нагадують про біблійний принцип «кожен відповість за власні діла» (Єз. 18:20; Гал. 6:7-8). У сучасному протестантському богослів’ї ця ідея розгортається у категорію «stewardship» (добрий розпорядник), що пов’язує внутрішню побожність із активним прийняттям «мандату домінування» над створеним світом і відповідальністю за його благо.

### Мунізм
Згідно з Божим Принципом, Бог наділив людину часткою відповідальності (≈ 5 %) у її власному вдосконаленні. Це означає, що, хоча Бог створив людину і дав їй усе необхідне для росту та розвитку, остаточне досягнення досконалості залежить від вільної волі та зусиль самої людини. Бог не втручається у цю сферу відповідальності, дозволяючи людині стати повноцінним співтворцем власної долі та господарем свого життя. Таким чином, людська історія розглядається як процес, у якому людина, виконуючи свою частину відповідальності, має досягти єдності з Богом і втілити ідеал любові та добра.
Найяскравішим прикладом концепції частки відповідальності є історія Адама і Єви. Бог дав їм заповідь не їсти плодів з дерева пізнання добра і зла, і дотримання цієї заповіді було їхньою часткою відповідальності. Якби вони виконали її, то досягли б духовної зрілості, стали б досконалими особистостями і започаткували б родовід добра на землі. Однак, піддавшись спокусі, вони не виконали своєї частки відповідальності, що призвело до гріхопадіння і трагічної історії людства. Цей приклад підкреслює, що, незважаючи на всемогутність Бога, реалізація Його волі залежить від того, як людина використовує свою свободу і виконує покладену на неї відповідальність.